# Ramal CC14 del Ferrocarril Belgrano
El Ramal CC14 pertenece al Ferrocarril General Belgrano, Argentina.

## Ubicación
Se ubica en la provincia de Tucumán dentro de los departamentos Juan Bautista Alberdi y La Cocha. Corre mayormente paralela a la Ruta Nacional 38.

## Características
Es un ramal secundario de la red de vía estrecha del Ferrocarril General Belgrano, cuya extensión era de 44,2 km entre las cabeceras Villa Alberdi y Rumi Punco.
Sus vías se encuentran abandonadas y en ruinas, el tramo entre Villa Alberdi y La Cocha está bajo explotación de la empresa estatal Trenes Argentinos Cargas, aunque no presta servicios de ningún tipo.
En 1909 el Ferrocarril Central Córdoba propone la construcción de este ramal, que atravesaría las sierras del sur tucumano y conectaría con el que después fuese el Ramal A6 que partía desde la ciudad de San Fernando del Valle de Catamarca. El ramal atravesaría la sierra de El Alto por un túnel de 19.866 m que uniría los valles de Paclín con el de Alijilán.
La primera parte del proyecto se construyó entre 1912 y 1924, entre Catamarca y Superí. Desde 1943 se construyó una serie de túneles a través de las sierras, con la intención de unir ese ramal con el Ramal CC14 del lado tucumano, hecho que nunca fue concretado en su totalidad.